# Vasana
Der Sanskritbegriff Vasana (Sanskrit वासना vāsanā; Gewohnheitsenergie) meint eine Verhaltenstendenz oder auch den Eindruck vergangenen Karmas auf unser momentanes Verhalten. Dieser indische Philosophiebegriff erscheint vor allem im Yoga, im Advaita, ist aber auch im Buddhismus anzutreffen.

## Etymologie

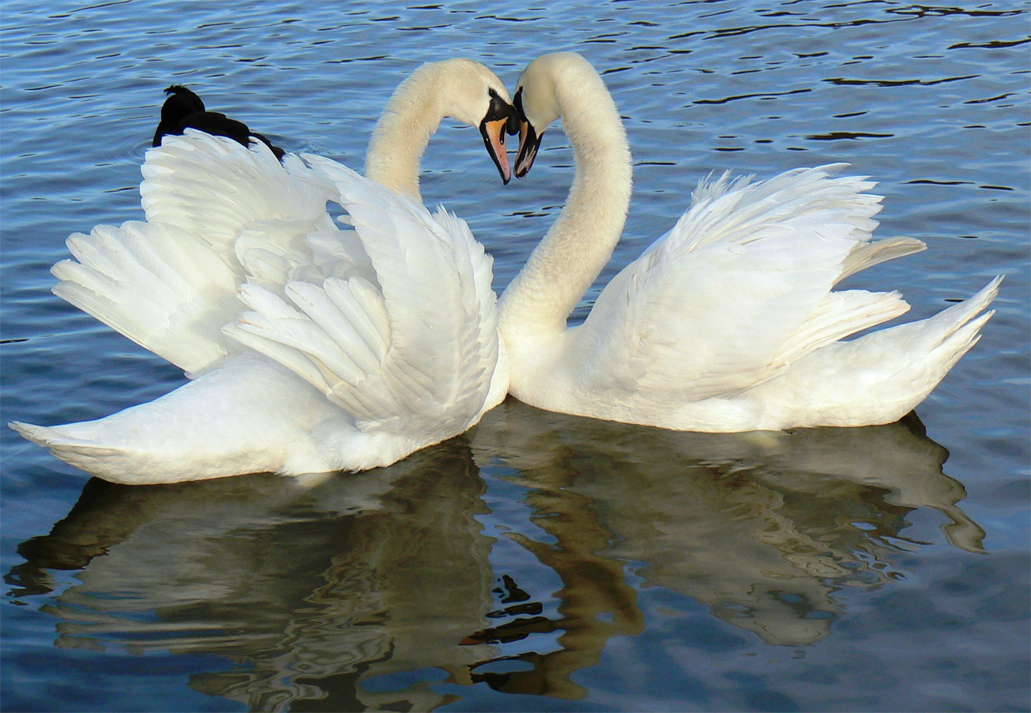
Der Schwan (Haṃsa – हंस) ist ein Symbol für Brahman-Atman in der hinduistischen Ikonographie

Vāsanā und sein Homonym vasana (वसन) sind beide von der indogermanischen Wurzel vas – wohnen, bleiben, sich aufhalten – abgeleitet. Vāsa (वास) hat die Bedeutung Aufenthalts- oder Wohnort, Heim oder Haus, aber auch Zustand oder Lage. Vāsanā meint einen vom Geiste empfangenen Eindruck, der sich bleibend festsetzt. Es kann auch mit Vorstellung, Idee übersetzt werden, oft auch als falsche Vorstellung. Vasana bedeutet Stoff, Kleider, Gewand, Anzug und auch Berufskleidung, es kann aber auch wohnen oder sich aufhalten zum Ausdruck bringen.
Vasana wird in der Tibetischen Schrift als བག་ཆགས und in der Umschrift nach Wylie als bag chags wiedergegeben.

## Übersetzungen
Die vorrangigen Übersetzungen des Begriffs Vāsanā sind:
- gewohnheitsmäßige Tendenzen
- Gewohnheitsmuster
- karmische Spuren
- karmische Überbleibsel
- unbewusste Neigungen
- Abdrücke
- Eindrücke, Impressionen

## Bedeutungen
Der Begriff Vāsanā kann folgende Bedeutungen haben:
- Vergangene und sich festgesetzt habende Eindrücke, vergangene Lebensauffassungen und deren jetzige Beurteilung.
- alle Arten von Einprägungen auf den Geist, das auf vergangene Sinneseindrücke aufbauende momentane Bewusstsein, das auf Erinnerung fussende Wissen, was sich im Geist festsetzt und zurückbleibt.
- Das Denken an etwas, das Verlangen nach etwas, Erwartungshaltung, Wunschnatur und Neigung.

## Verschiedene Arten von Vāsanās

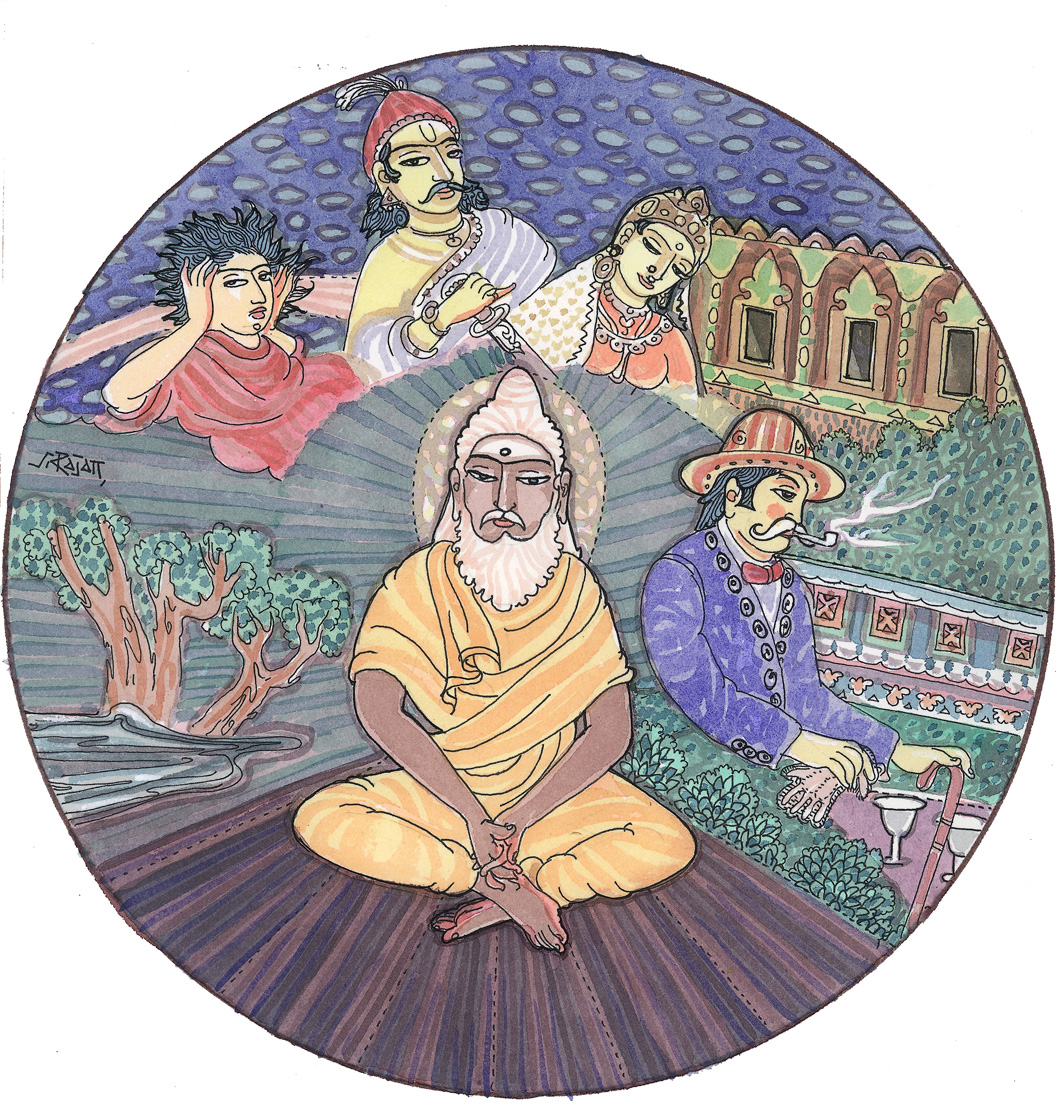
Transmigration

Vāsanās sind starke Eindrücke, die im Geist fortleben. Sie können auch als Samskaras (संस्कार – Saṃskāra) angesehen werden. Samskara wird definiert als Eindruck, als eine durch Vorangegangenes (auch durch Werke in einer früheren Geburt) bedingte Stimmung, als Anlage des Geistes und als Nachwirkung im Geiste oder in einem Körper.
Vāsanās bzw. Samskaras sind so stark, da sie aus früheren Leben herübergetragen werden. Wenn sie im Geist erscheinen, haben sie oft die Kraft, jemand zum Handeln zu bewegen, ohne über die Konsequenzen nachzudenken.
Es werden zwei Arten von Vāsanās unterschieden:
- Malinā – मलिना bzw. aśubha (अशुभ)
- Śuddhā – शुद्धा, manchmal auch als śubha (शुभ) bezeichnet.

Malinā Vāsanās sind unrein. Sie sind angetrieben vom Ich und von Reflexen und binden einen an die Kette der Seelenwanderungen (Transmigration). Sie lassen die Gedanken umherschweifen und bringen im Denkorgan eine Bewegung, eine Unruhe und ein Verlangen nach äußeren Objekten hervor. Hingegen sind Śuddhā Vāsanās rein bzw. geläutert. Sie sind nicht vom Ego oder von Wünschen getrieben und führen zur Befreiung (von Wiedergeburten). Malinā Vāsanās bestehen ihrerseits aus drei Arten:
- Lokavāsanā (लोकवासना) – das Verlangen, anderen zu gefallen
- Śāstravāsanā  (शस्त्रवासना) – das Verlangen nach trockenem intellektuellen Wissen
- Dehavāsanā  (देहवासना) – das Verlangen, den Körper gesund und schön zu erhalten.

Diese drei Malinā Vāsanās sollten so gut wie es geht vermieden werden.

### Cheng Weishi Lun
Laut Dan Lusthaus finden sich im Cheng Weishi Lun (Chinesisch: 成唯識論) – einem Kommentar zu Vasubandhus Triṃśikā-vijñaptimātratā – drei Arten von Vāsanās, die als Synonyme von bīja (बीज – Same, Samenkorn) anzusehen sind:
- Vāsanā aus Namen und Worten oder Begriffen und Worten (Chinesisch: ming-yen hsi-chi'i), was einer latenten linguistischen und konzeptuellen Konditionierung gleichkommt. Diese aus Begriffen und Worten bestehenden, im Speicherbewusstsein (ālāyavijñāna – आलयविज्ञान) eingebetteten Samen, können ihrerseits zu primären Ursachen (hetu – हेतु) und Bedingungen (pratyaya – प्रत्यय) weiterer Elemente oder Phänomene werden. Hierbei gibt es wiederum zwei Unterarten:
  - Begriffe und Worte, die auf einen Referenten (Chinesisch: piao-yi ming yen) hinweisen, vermittels dessen ein Gedankenstrom über differenzierte vokale Klänge Bedeutungen (artha – अर्थ, chinesisch yi) hervorbringt (Chinesisch: ch'uan)
  - Begriffe und Worte, die Wahrnehmungsfelder (Chinesisch: hsien-ching ming wen) offenbaren und mittels derer sodann ein Gedankenstrom diese Wahrnehmungsfelder (Viṣaya – विषय) als Phänomene des Geistes (cittadharma – चित्तधर्म) erkennt (vijñapti – विज्ञप्ति bzw. upalabdhi उपलब्धि).
- Vāsanā der Selbstverhaftung (ātmagrāha-vāsanā – आत्माग्रहवासना, chinesisch  wo-chih hsi-ch'i). Hierunter fallen habituelle Eigeninteressen, der Glauben an sein Selbst und was zu ihm gehört sowie die irrige Verhaftung an die Samen ich, mich und mein.
- Vāsanā der Verbindung unterschiedlicher Seinsströme oder Lebenskontinua (bhavāṅga-vāsanā – भवाङ्गवासना), chinesisch yu-chih hsi-ch'i). Aus Gewohnheiten gehen spätere Lebenssituationen hervor, d. h. aus spezifischen karmischen Aktivitäten ergeben sich lang anhaltende karmische Konsequenzen. Die Verbindung (bhavāṅga) kann auf zwei Weisen geschehen:
  - verunreinigt aber dennoch vorteilhaft (sāsrava-kuśala – सास्रव कुशल, chinesisch yu-lou-shan), früchtetragendes und wünschenswertes (chinesisch: k'e-ai)   Karma wird erzeugt
  - unvorteilhaft, Handlungen erzeugen nur unerwünschte Ergebnisse.

### Tibetischer Buddhismus
Der Buddhismus in Tibet unterscheidet innerhalb der Gelug-Schule vier Arten von Vāsanās (bag chags):
- mngon brjod kyi bag chags – Neigungen zur Verbalisierung
- bdag lta'i bag chags – Neigungen zur Selbstschau
- srid pa'i yan lag gi bag chags – Neigungen zu Zweigen zyklischer Existenz
- rigs mthun pa'i bag chags – Neigungen zu Sichtweisen vergleichbarer Art.

## Im Hinduismus

### Srimad Bhagavatam
Im Srimad Bhagavatam – eine Hauptschrift in der Tradition des Sanatana Dharmas der Vaishnavas – erscheint Vāsanā im Vers 5.11.5:

„स वासनात्मा विषयोपरक्तो गुणप्रवाहो विकृतः षोडशात्मा बिभ्रत्पृथतङनामभि रूपभेदम् अन्तर्बहिष्ङवं च पुरैस्तनोति“

„sa vāsanātmā viṣayoparakto guṇa-pravāho vikṛtaḥ ṣoḍaśātmā bibhrat pṛthań-nāmabhi rūpa-bhedam antar-bahiṣṭvaṁ ca purais tanoti“

„Da der Geist von Wünschen nach frommen oder sündhaften Begierden absorbiert wird, unterliegt er automatisch Wandlungen wie Verlangen oder Ärger. Somit wird er durch materielle Sinnenbefriedigung angelockt. Der Geist unterliegt den Eigenschaften von Tugend, Leidenschaft und Unwissenheit. Wir besitzen elf Sinne und bestehen aus fünf materiellen Elementen. Diesen Sechzehn steht der Geist vor. Der Geist ist verantwortlich für eine Geburt unter vielfältigen Verkörperungen, darunter Halbgötter, Menschen, Tiere und Vögel. Je nach Stellung empfängt der Geist einen tiefer- oder höherstehenden Körper.“

Vāsanātmā (वासनात्मा) meint hier eingetiefte Vorhaben des Geistes frommer oder schändlicher Art, welche von den Gunas geprägt werden. Die Gunas (Eigenschaften, Qualitäten) wiederum veranlassen den Geist, sich als rūpa-bhedam (रूपभेदम् – verschiedene Gestalten annehmend) aufzustellen. Der Atman beherrscht die sechzehn materiellen Elemente. Sein jeweiliges antaḥ-bahiṣṭvam (अन्तर्बहिष्ङवं – verfeinerte oder krude Eigenschaft) ist ausschlaggebend für das Verbreiten (tanoti –  तनोति) manifestierter Geistesmuster.

### Advaita

Wackelpudding vor Einsetzen von Vāsanās

Wörtlich bedeutet Vāsanā wünschen oder ersehnen, wird aber im Advaita im Sinne einer unbewussten oder latenten Geistes-Tendenz verwendet. Dem fügt Edward de Bono folgendes Gedankenexperiment hinzu:

„Man nehme einen festen Wackelpudding, stürze ihn auf einen Teller und tröpfle sodann heißes Wasser darauf. Dieses wird über den Pudding auf den Teller herablaufen, jedoch hierbei sehr feine Vertiefungen hinterlassen – nämlich dort, wo das heiße Wasser den Pudding geschmolzen hat. Wird erneut heißes Wasser gegossen, so wird es in denselben Bahnen herunterlaufen wie zuvor, da diese den geringsten Widerstand entgegensetzen. Gleichzeitig vertiefen sich die vorgezeichneten Bahnen. Wird dies mehrfach wiederholt, so werden sehr tiefe Rinnen entstehen. Dem Wasser wird es deswegen so gut wie unmöglich gemacht, jetzt noch an anderen Stellen herabzulaufen. Es entsteht somit das Äquivalent einer tiefsitzenden Gewohnheit.“

## Im Buddhismus

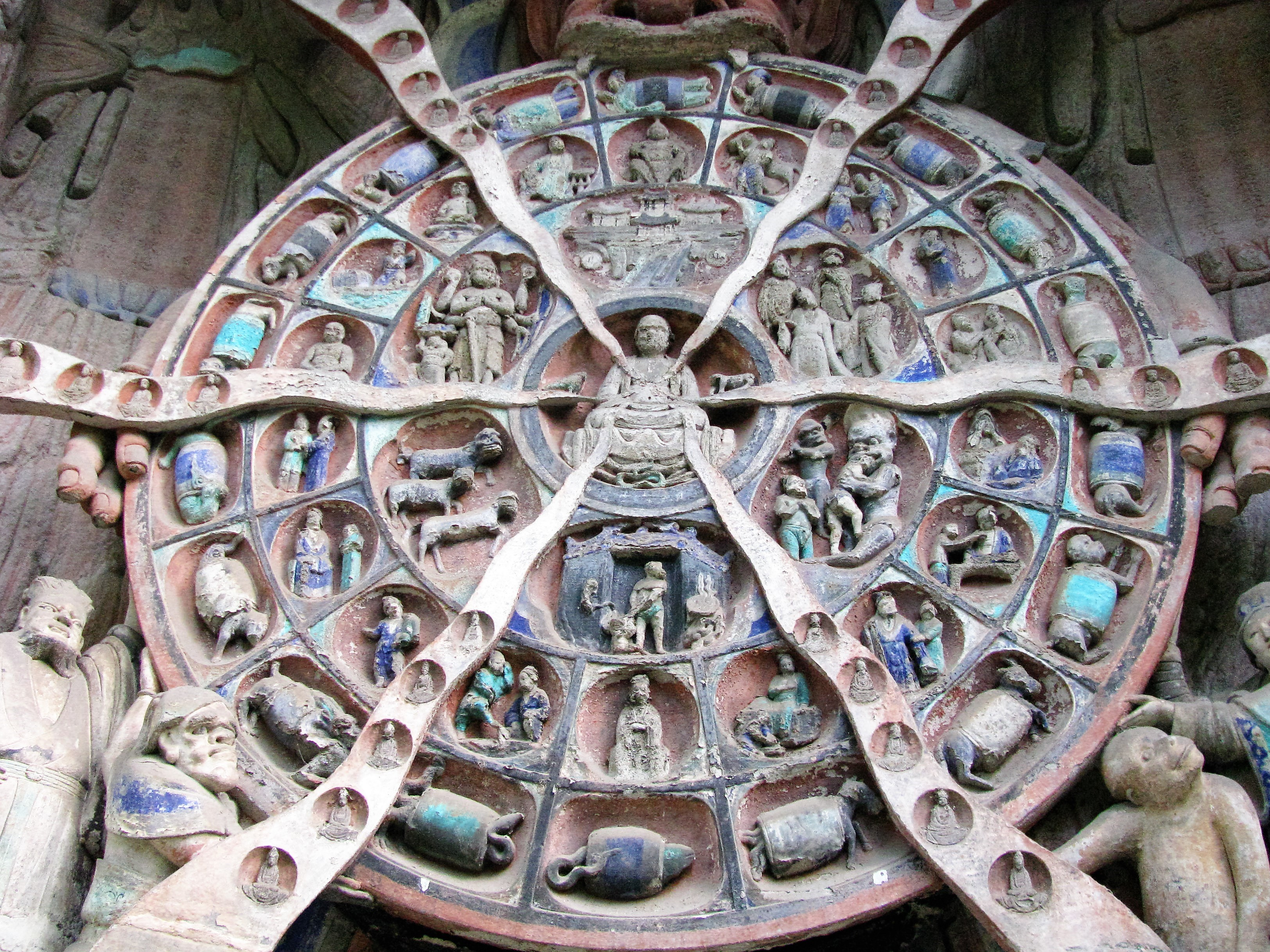
Buddhistisches Lebensrad

Der Begriff Vāsanā erscheint auch im Buddhismus. Laut Damien Keown (2004) wird Vāsanā im Buddhismus wie folgt definiert:

„Vāsanā bezeichnet gewohnheitsmäßige Neigungen oder Tendenzen und wird oft synonym mit dem Begriff bīja verwendet. Er findet sich in Pali und in frühen Sanskrittexten und trat sodann unter der Yogācāra-Praxis im 4. Jahrhundert in Vorschein. Im Vijñānavāda wird Vāsanā als latente Energie aufgefasst, die aus Handlungen resultiert, welche ins Speicherbewusstsein (आलयविज्ञान – ālaya-vijñāna) des Einzelnen eingepresst wurden. Die Akkumulation derartiger Gewohnheitstendenzen dürfte den Einzelnen in Zukunft für ganz bestimmte Verhaltensmuster prädisponieren.“

Im Lankavatara Sutra des Mahayana verknüpft Daisetz Tataro Suzuki (1930) den Begriff Vāsanā mit seiner anderen Bedeutung – einziehen lassen:

„Die Unterscheidungsgabe ist das Resultat von Erinnerungen (Vāsanā), die sich irgendwann einmal angehäuft haben. Vāsanā heißt wörtlich parfümieren oder beräuchern, desinfizieren. Gemeint ist hiermit eine Energieform, die nach Abschluss einer Handlung zurückbleibt. Diese hat aber noch Kraft genug, um alte Eindrücke wiederzubeleben, aber auch neue Eindrücke entstehen zu lassen. Vermittels dieses Parfümierens entsteht Nachdenken oder Diskriminierung und als weitere Folge eine Welt von Oppositionen und Gegensätzen mit all ihren praktischen Auswirkungen. Diese sogenannte Dreierwelt (Trailokya –  त्रैलोक्य) ist nur der Schatten des über sich selbst reflektierenden und sich selbst erschaffenden Geistes. Sie ist cittamātra (चित्तमात्र) – rein geistiger Natur.“

K. Sandvik (2007) meint:

„Vāsanā wird im Tibetischen als bag chags wiedergegeben. In Ausführungen über Karma kommt dieser Ausdruck oft zur Verwendung. Er bedeutet habituelle Tendenzen und sehr subtile Neigungen, die sich im Geist wie ein Flecken festsetzen. Raucher beispielsweise neigen zur Angewohnheit, jeden Tag gewöhnlich um dieselbe Zeit rauchen zu müssen. Die bag chags können aber noch weitaus bedeutendere Formen annehmen und uns erklären, warum manche Menschen von Natur aus freundlich gestimmt sind und andere grausame Züge an den Tag legen. Die Prädisposition, sich jetzt in einer bestimmten Weise zu verhalten wird in der Zukunft ähnliches Verhalten nach sich ziehen und somit die bag chags weiter verstärken.“

### Bön und Dzogchen
Vāsanās bzw. bag chags sind von Bedeutung in der Erlösungsreligion des Bön in Tibet, insbesondere aber auch im Dzogchen, in dem sie fundamental mit der Schlüsseldoktrin Ursprüngliche Reinheit (tibetisch  ཡེ་ནས་ཀ་དག – ye nas ka dag) assoziiert sind.

## Zusammenschau
Letzter Sinn und höchstes Ziel im Leben ist das Streben und Erlangen von Selbsterkenntnis. Diese gipfelt in der Erfahrung, dass ein einziges Selbst in allem zugegen ist. Selbstverwirklichung ist aber nur dann möglich, wenn die Vasanas zurückweichen, letztlich ganz aufgegeben werden und aus unserem Geist verschwinden. Der Zustand der Befreiung wird erst mit dem vollständigen Aufhören der Vāsanās erreicht – der guten wie auch der schlechten.
Im Brahman und im Selbst gibt es keine Vāsanās. Das Selbst ist immer rein, ohne Geschlecht, ohne Leidenschaft, ohne Körper und Gedanken. Auch ohne Sinne und ohne Prana. Durch beständige Meditation über das transzendentale Göttliche vergehen alle Vāsanās. Unreinheit kann vor Reinheit nicht bestehen. Das Positive besiegt das Negative. Das ist ein unveränderliches Naturgesetz.
Von allen Werkstätten der Welt ist der Körper die wunderbarste. Denn er ist die Werkstatt Gottes und nicht von Menschen gemacht. In dieser erstaunlichsten Werkstatt werden Vāsanās in Wünsche verwandelt, werden unreine Vāsanās transformiert, reine bewirkt und Gedanken erzeugt. Am Ende wird die kostbarste Essenz (vastu – वस्तु) und von unschätzbarem Wert gewonnen – Prema.